# Corinne Schmidhauser
Corinne Schmidhauser (* 30. Mai 1964 in Zollikofen) ist eine Schweizer Politikerin (FDP) und ehemalige Skirennfahrerin. In der zweiten Hälfte der 1980er Jahre gehörte sie zu den besten Slalomfahrerinnen der Welt; im Skiweltcup gewann sie vier Rennen und entschied in der Saison 1986/87 die Disziplinenwertung für sich. Nach ihrem Studium ist sie beruflich als Rechtsanwältin und Sportfunktionärin tätig, darüber hinaus engagiert sie sich politisch auf kantonaler und kommunaler Ebene.

## Sportkarriere
Schmidhauser machte international erstmals im Alter von 17 Jahren auf sich aufmerksam, als sie in Auron bei den Juniorenweltmeisterschaften 1982, der ersten Veranstaltung dieser Art, im Riesenslalom auf den vierten Platz fuhr und eine Medaille knapp verpasste. In der Saison 1982/83 des Europacups belegte sie hinter Christine von Grünigen und Brigitte Gadient den dritten Platz der Gesamtwertung. Ab 1983 sammelte sie auch Erfahrungen im Weltcup. Die ersten Weltcuppunkte holte sie am 9. Dezember 1984 als Siebte des Slaloms in Davos. Im Verlaufe der Saison 1984/85 konnte sie sich mit mehreren Platzierungen unter den besten zehn an der erweiterten Weltspitze im Slalom etablieren, bei den Weltmeisterschaften 1985 in Santa Caterina wurde sie Achte.
In der darauf folgenden Saison 1985/86 konnte sich Schmidhauser nochmals steigern. Am 26. Januar 1986 erzielte sie mit dem zweiten Rang in der Kombinationswertung in Saint-Gervais erstmals eine Podestplatzierung. Wenige Tage später, beim Slalom am 9. Februar in Vysoké Tatry, gelang ihr der erste Sieg in einem Weltcuprennen. Die Saison 1986/87 war Schmidhausers erfolgreichste. Sie gewann in Park City, Flühli und Zwiesel; hinzu kamen ein zweiter und ein dritter Platz, womit sie die Disziplinenwertung im Slalom für sich entschied. Hingegen wurde sie bei den Weltmeisterschaften 1987 in Crans-Montana ihrer Favoritenrolle nicht gerecht und schied im ersten Slalomlauf aus.
Im Verlaufe der Saison 1987/88 konnte Schmidhauser nicht mehr ganz an die Leistungen des Vorwinters anknüpfen. Dennoch klassierte sie sich siebenmal unter den besten zehn (darunter ein weiterer Podestplatz). Enttäuschend verliefen die Olympischen Winterspiele 1988, wo sie sowohl im Slalom als auch im Riesenslalom ausschied. Nachdem sie in der Saison 1988/89 nur zweimal die Weltcup-Punkteränge erreicht hatte, erklärte sie im März 1989 ihren Rücktritt vom Spitzensport. Eine Ausnahme machte sie 1991 mit der Teilnahme an der Winter-Universiade in Sapporo, wo sie im Riesenslalom die Gold- und im Slalom die Silbermedaille gewann.

## Beruf und Politik
Ab 1990 absolvierte Schmidhauser ein Rechtsstudium an der Universität Bern und schloss 1995 mit dem Lizenziat ab. Während des Studiums arbeitete sie als Redaktorin bei der Zeitung Der Bund und freie Journalistin beim Schweizer Fernsehen. Vor und während des Eidgenössischen Turnfestes 1996 in Bern amtierte sie als Medienchefin. 1999 erwarb sie das Anwaltspatent und war danach Partnerin verschiedener Kanzleien. 2003 erhielt Schmidhauser zusätzlich das Diplom als Mediatorin. Sie war 2008 Mitbegründerin der Stiftung Antidoping Schweiz, die in der Schweiz für Dopingkontrollen und -bekämpfung zuständig ist; bis Ende stand sie dieser als Präsidentin vor. Darüber hinaus ist sie Schiedsrichterin am Internationalen Sportgerichtshof und war Vorstandsmitglied der Schweizerischen Vereinigung für Sportrecht (2004–2008 Präsidentin). 
Schmidhauser trat im September 2006 als Kandidatin der Berner FDP zu den Grossratswahlen an, wurde aber nicht gewählt. Ebenfalls keinen Erfolg hatte sie bei den Nationalratswahlen 2007. Am 2. Dezember desselben Jahres gelang ihr hingegen die Wahl in den Gemeinderat ihrer Wohngemeinde Bremgarten bei Bern; dort war sie bis zu ihrem Rücktritt 2011 für das Ressort Finanzen zuständig. Nach dem vorzeitigen Rücktritt einer FDP-Grossrätin im April 2009 rückte Schmidhauser in das Kantonsparlament nach. Sie trat zu den Nationalratswahlen 2011 wieder an, wurde aber nicht gewählt.
Schmidhauser ist verheiratet und Mutter zweier Söhne.

## Erfolge

### Weltmeisterschaften
- Bormio 1985: 8. Slalom

### Junioren-Weltmeisterschaften
- Auron 1982: 4. Riesenslalom, 14. Slalom

### Weltcupwertungen
Corinne Schmidhauser gewann einmal die Disziplinenwertung im Slalom.
| Saison  | Gesamt | Gesamt | Riesenslalom | Riesenslalom | Slalom | Slalom | Kombination | Kombination |
| Saison  | Platz  | Punkte | Platz        | Punkte       | Platz  | Punkte | Platz       | Punkte      |
| ------- | ------ | ------ | ------------ | ------------ | ------ | ------ | ----------- | ----------- |
| 1984/85 | 29.    | 41     | –            | –            | 12.    | 46     | –           | –           |
| 1985/86 | 21.    | 69     | –            | –            | 9.     | 49     | 13.         | 20          |
| 1986/87 | 12.    | 112    | 17.          | 17           | 1.     | 110    | –           | –           |
| 1987/88 | 16.    | 77     | 20.          | 11           | 6.     | 66     | –           | –           |
| 1988/89 | 57.    | 10     | –            | –            | 22.    | 10     | –           | –           |

### Weltcupsiege
Schmidhauser errang insgesamt 8 Podestplätze, davon 4 Siege:
| Datum             | Ort          | Land             | Disziplin |
| ----------------- | ------------ | ---------------- | --------- |
| 9. Februar 1986   | Vysoké Tatry | Tschechoslowakei | Slalom    |
| 30. November 1986 | Park City    | USA              | Slalom    |
| 15. Februar 1987  | Flühli       | Schweiz          | Slalom    |
| 28. Februar 1987  | Zwiesel      | Deutschland      | Slalom    |

### Sonstiges
- Winter-Universiade 1991 in Sapporo: 1. Riesenslalom, 2. Slalom
- Europacup-Saison 1982/83: 3. Gesamtwertung
- Zweifache Schweizer Meisterin im Slalom (1985 und 1986)